# Transportation Building (Manhattan)
El Transportation Building es un rascacielos de 44 pisos ubicado en 225 Broadway en la esquina de Barclay Street en el barrio del Civic Center del Lower Manhattan en Nueva York. También lleva la dirección 2-4 Barclay Street. Fue construido en 1927 y diseñado por el estudio de arquitectura York and Sawyer, en el estilo neorrenacentista, utilizando retranqueos comunes a los rascacielos construidos después de la adopción de la Ley de Zonificación de 1916. Se encuentra al otro lado de Barclay Street desde el Woolworth Building.
El sitio del Transportation Building había sido anteriormente la parte norte de Astor House, el primer hotel de lujo de Nueva York. El hotel entró en un largo declive que comenzó en la década de 1850 con la construcción de hoteles más nuevos y lujosos. En 1913, la parte sur fue arrasada y reemplazada entre 1915 y 1916 con el Astor House Building en 217 Broadway, que aún existe. La parte norte fue demolida en 1926 para dar paso al Transportation Building.
Uno de los primeros inquilinos del Transportation Building fue el Instituto Pace –el predecesor de la Universidad Pace– que se mudó al nuevo edificio en 1927 y permaneció hasta la década de 1950.

## Galería

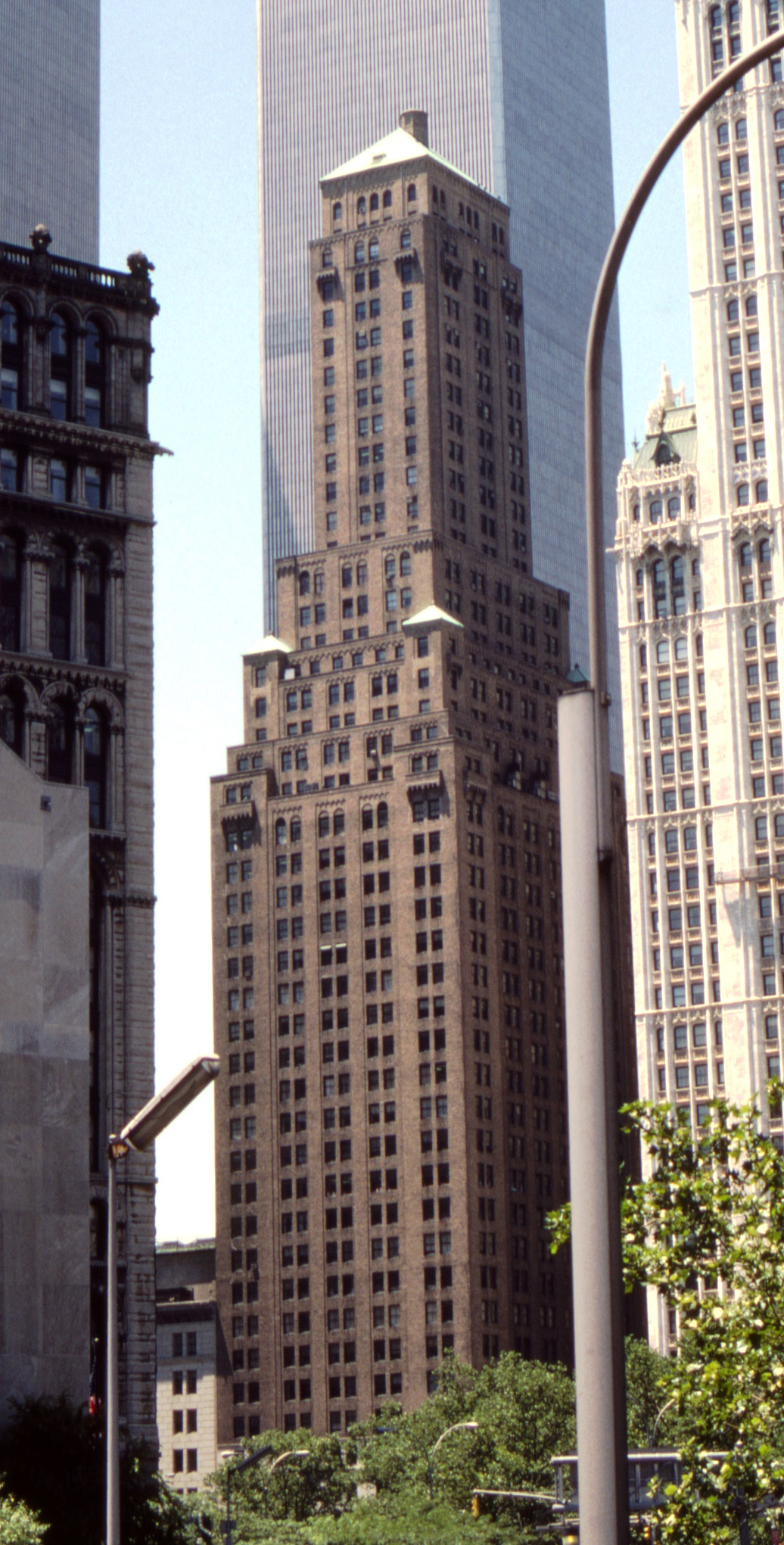
En 1984
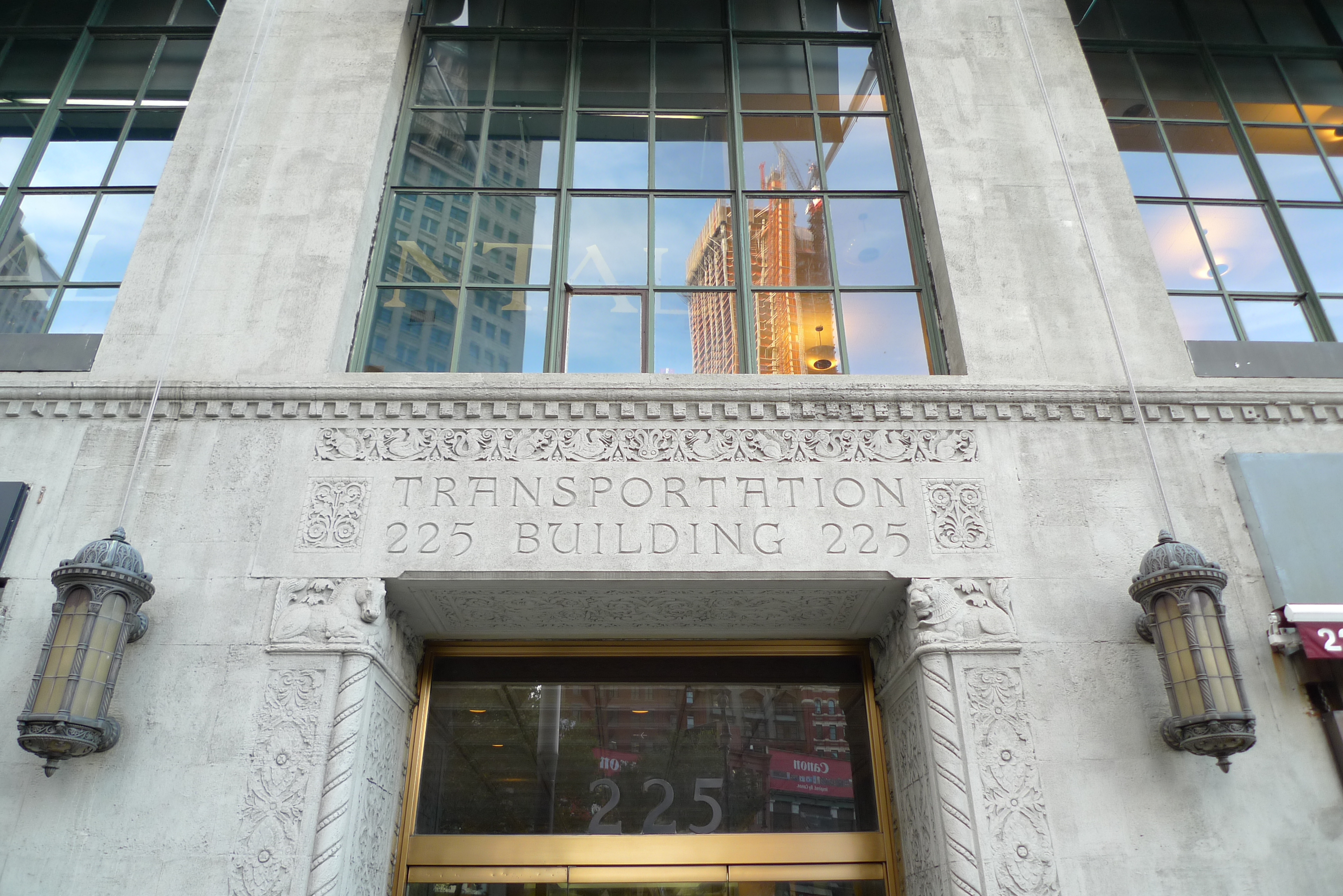
Entrada principal
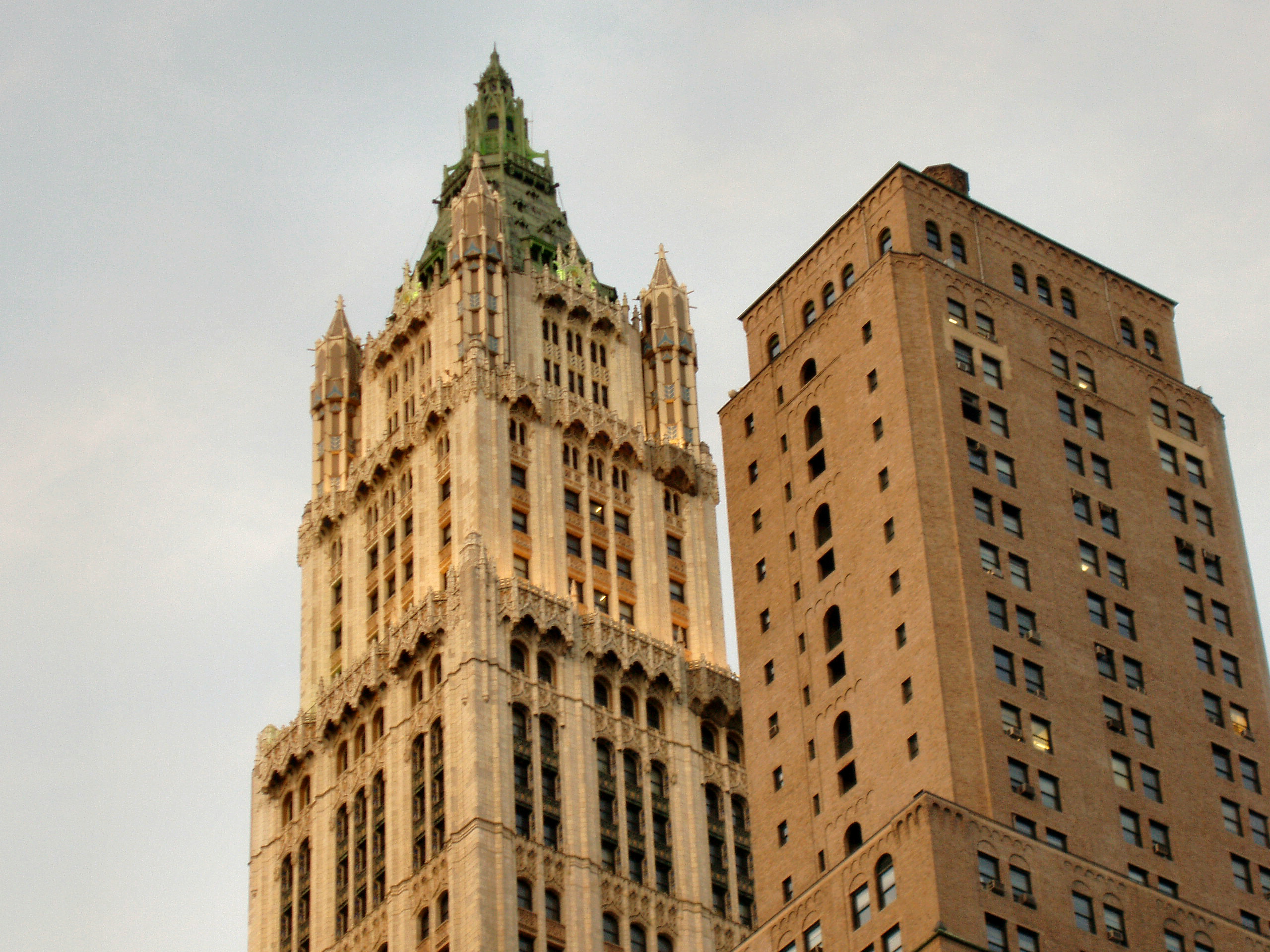
Con el Woolworth Building